# Heterolepidoderma
Genre
Heterolepidoderma est un genre de gastrotriches de la famille des Chaetonotidae.

## Liste des espèces
Selon World Register of Marine Species (13 juillet 2025) :
- Heterolepidoderma acidophilum Kanneby, Todaro & Jondelius, 2012
- Heterolepidoderma arenosum Kisielewski, 1988
- Heterolepidoderma armatum Schrom, 1966
- Heterolepidoderma axi Mock, 1979
- Heterolepidoderma baium Hummon, 2010
- Heterolepidoderma brevitubulatum Kisielewski, 1981
- Heterolepidoderma caudosquamatum Grilli, Kristensen & Balsamo, 2009
- Heterolepidoderma clipeatum Schrom, 1972
- Heterolepidoderma contectum Schrom, 1972
- Heterolepidoderma dimentmani Kisielewski, 1999
- Heterolepidoderma famaillensis Grosso & Drahg, 1991
- Heterolepidoderma foliatum Renaud-Mornant, 1967
- Heterolepidoderma gracile Remane, 1927
- Heterolepidoderma grandiculum Mock, 1979
- Heterolepidoderma hermaphroditum Wilke, 1954
- Heterolepidoderma illinoisensis Robbin, 1965
- Heterolepidoderma istrianum Schrom, 1972
- Heterolepidoderma joermungandri Kanneby, 2011
- Heterolepidoderma jureiense Kisielewski, 1991
- Heterolepidoderma kolickae Rataj Križanová & Vďačný, 2023
- Heterolepidoderma kossinense (Preobrajenskaja, 1926)
- Heterolepidoderma lamellatum Balsamo & Fregni, 1995
- Heterolepidoderma longicaudatum Kisielewski, 1979
- Heterolepidoderma loricatum Schrom, 1972
- Heterolepidoderma macrops Kisielewski, 1981
- Heterolepidoderma majus Remane, 1927
- Heterolepidoderma mariae Garraffoni & Melchior, 2015
- Heterolepidoderma marinum Remane, 1926
- Heterolepidoderma multiseriatum Balsamo, 1978
- Heterolepidoderma obesum d'Hondt, 1967
- Heterolepidoderma obliquum Saito, 1937
- Heterolepidoderma ocellatum (Metschnikoff, 1865)
- Heterolepidoderma patella Schwank, 1990
- Heterolepidoderma pineisquamatum Balsamo, 1981
- Heterolepidoderma sinus Kolicka, Jankowska & Kotwicki, 2015
- Heterolepidoderma striatum Rataj Križanová & Vďačný, 2023
- Heterolepidoderma tenuisquamatum Kisielewski, 1981
- Heterolepidoderma trapezoidum Kanneby, 2011

## Systématique
Ce genre a été décrit en 1927 par Remane.

### Publication originale
- (de) Remane, « Beiträge zur Systematik der Süsswassergastrotrichen », Zoologische Jahrbücher (Abteilung für Systematik, Ökologie, und Geographie der Tiere), 1927, vol. 53, p. 269–320.